# Большое Эскино
Большое Эскино — деревня в Фировском районе Тверской области. Входит в состав Великооктябрьского городского поселения.

## География
Находится в юго-восточной части Тверской области на расстоянии приблизительно 9 км на север-северо-запад от районного центра поселка Фирово на левом берегу реки Цна.

## История
На карте 1840 года была отмечена как Ескина (Саулино). В 1859 году здесь (тогда деревня Вышневолоцкого уезда Тверской губернии) учтено было 12 дворов.

## Население
Численность населения: 110 человек (1859 год), 224 (русские 88 %) в 2002 году, 177 в 2021.